# Oryzias
Oryzias é um género de peixe da família Adrianichthyidae.
Este género contém as seguintes espécies:
- Oryzias celebensis
- Oryzias marmoratus
- Oryzias matanensis
- Oryzias nigrimas
- Oryzias orthognathus
- Oryzias profundicola
- Oryzias latipesˈ
- Oryzias chenglongensis